# Crassula sieberiana
Crassula sieberiana (лат.) — травянистое растение, вид рода Толстянка (Crassula) семейства Толстянковые (Crassulaceae), естественно произрастающий на территории Австралии, Новой Зеландии и острове Лорд-Хау.

## Ботаническое описание
Недолговечное многолетнее или однолетнее растение, образующее тускло-зелёные, розовые, красновато-зелёные или красные комочки. Стебли длиной 10–50(200) мм, раскидистые, полегающие, от полупрямостоячих до прямостоячих, тонкие, иногда укореняющиеся в узлах при влажных условиях, сильно разветвлённые. Листья у основания сросшиеся, размером 2,0–2,5(-4,0) × 0,5–0,7(-1,0) мм, толщиной около 0,7 мм, ланцетные или овально-ланцетные, сверху уплощённые, снизу выпуклые, с острой вершиной.
Цветки собраны в небольшие цимозные соцветия в пазухах нижних ветвей, не звездчатые и не ароматные, четырёхлепестковые, диаметром 2–3 мм. Цветоножки короче 1 мм в период цветения, удлиняются до 2 мм и почти равны длине листьев при плодоношении. Доли чашечки размером около 1,0–1,2 × 0,7–0,8 мм, очень широкояйцевидные, от острых до короткозаостренных. Лепестки диаметром 0,8–0,9 × 0,5-0,6 мм, широкояйцевидные, зелёные или красновато-зелёные с розовыми кончиками, короткозаострённые, слегка короче чашелистиков. Листовки гладкие. Семена длиной 0,3–0,5 мм.
Цветение: август—декабрь.

## Интродукция
Вид был интродуцирован на Гавайях.

## Таксономия
Crassula sieberiana (Schult. & Schult.f.) Druce, первое упоминание в Rep. Bot. Soc. Exch. Club Brit. Isles 1916: 485 (1917).

### Синонимы
Гомотипные (основанные на одном и том же номенклатурном типе):
- Tillaea sieberiana Schult. & Schult.f. (1827)

### Подвиды
Подтвержденные подвиды в соответствии с данными сайта Plants of the World Online на 2024 год:
- Crassula sieberiana subsp. rubinea Toelken
- Crassula sieberiana subsp. sieberiana

Подтвержденные подвиды в соответствии с данными сайта WFO Plant List на 2024 год:
- Crassula sieberiana subsp. tetramera Toelken